# Calliphora rostrata
Calliphora rostrata este o specie de muște din genul Calliphora, familia Calliphoridae. A fost descrisă pentru prima dată de Robineau-desvoidy în anul 1830. Conform Catalogue of Life specia Calliphora rostrata nu are subspecii cunoscute.